# Magyarország a 2021-es fedett pályás atlétikai Európa-bajnokságon
Magyarország a lengyelországi Toruńban megrendezett 2021-es fedett pályás atlétikai Európa-bajnokság egyik részt vevő nemzete volt. Az ország a versenyen 21 sportolóval képviseltette magát. A szintet teljesítő Szűcs Valdó (60 m gát) sérülése, Bartha-Kéri Bianka (800 m) és Varga Gréta (1500 m) pozitív PCR tesztje miatt nem indulhatott.

## Érmesek
| Érem  | Versenyző     | Versenyszám | Dátum      |
| ----- | ------------- | ----------- | ---------- |
| Bronz | Krizsán Xénia | Ötpróba     | március 5. |

## Eredmények

### Férfi
| Versenyző         | Versenyszám | Előfutam | Előfutam | Előfutam | Elődöntő | Elődöntő | Elődöntő | Döntő   | Döntő    |
| Versenyző         | Versenyszám | Idő      | Hely.    | Össz.    | Idő      | Hely.    | Össz.    | Idő     | Helyezés |
| ----------------- | ----------- | -------- | -------- | -------- | -------- | -------- | -------- | ------- | -------- |
| Boros Bence       | 60 m        | 6,67     | 2.       | 10.      | 6,69     | 6.       | 20.      | kiesett | kiesett  |
| Illovszky Dominik | 60 m        | 6,80     | 4.       | 48.      | kiesett  | kiesett  | kiesett  | kiesett | kiesett  |
| Máté Tamás        | 60 m        | 6,78     | 5.       | 40.      | kiesett  | kiesett  | kiesett  | kiesett | kiesett  |
| Huller Dániel     | 400 m       | 48,52    | 6.       | 47.      | kiesett  | kiesett  | kiesett  | kiesett | kiesett  |
| Kazi Tamás        | 800 m       | 1:51,85  | 7.       | 35.      | kiesett  | kiesett  | kiesett  | kiesett | kiesett  |
| Vindics Balázs    | 800 m       | 1:50,40  | 5.       | 27.      | kiesett  | kiesett  | kiesett  | kiesett | kiesett  |
| Kiss Gergő Xavér  | 1500 m      | 3:47,96  | 13.      | 45.      |          |          |          | kiesett | kiesett  |
| Pápai Márton      | 1500 m      | 3:45,63  | 9.       | 40.      |          |          |          | kiesett | kiesett  |
| Szögi István      | 1500 m      | 3:39,10  | 4.       | 4.       |          |          |          | 3:40,40 | 8.       |
| Baji Balázs       | 60 m gát    | 7,70     | 2.       | 7.       | 7,73     | 3.       | 10.      | kiesett | kiesett  |
| Szeles Bálint     | 60 m gát    | 7,97     | 6.       | 32.      | kiesett  | kiesett  | kiesett  | kiesett | kiesett  |

| Versenyző        | Versenyszám | Selejtező | Selejtező | Döntő    | Döntő    |
| Versenyző        | Versenyszám | Eredmény  | Helyezés  | Eredmény | Helyezés |
| ---------------- | ----------- | --------- | --------- | -------- | -------- |
| Jankovics Dániel | Magasugrás  | 2,21 m    | 8.        | 2,19 m   | 8.       |
| Pap Kristóf      | Távolugrás  | 7,66 m    | 10.       | kiesett  | kiesett  |

### Női
| Versenyző         | Versenyszám | Előfutam | Előfutam | Előfutam | Elődöntő | Elődöntő | Elődöntő | Döntő   | Döntő    |
| Versenyző         | Versenyszám | Idő      | Hely.    | Össz.    | Idő      | Hely.    | Össz.    | Idő     | Helyezés |
| ----------------- | ----------- | -------- | -------- | -------- | -------- | -------- | -------- | ------- | -------- |
| Nguyen Anasztázia | 60 m        | 7,50     | 8.       | 36.      | kiesett  | kiesett  | kiesett  | kiesett | kiesett  |
| Nádházy Evelin    | 400 m       | 55,11    | 5.       | 39.      | kiesett  | kiesett  | kiesett  | kiesett | kiesett  |
| Gyürkés Viktória  | 3000 m      | 8:55,72  | 3.       | 3.       |          |          |          | 9:02,81 | 10.      |
| Kerekes Gréta     | 60 m gát    | 8,21     | 5.       | 25.      | kiesett  | kiesett  | kiesett  | kiesett | kiesett  |
| Kozák Luca        | 60 m gát    | 8,04     | 1.       | 9.       | 7,98     | 3.       | 6.       | 8,01    | 8.       |

| Versenyző   | Versenyszám | Selejtező | Selejtező | Döntő    | Döntő    |
| Versenyző   | Versenyszám | Eredmény  | Helyezés  | Eredmény | Helyezés |
| ----------- | ----------- | --------- | --------- | -------- | -------- |
| Lesti Diána | Távolugrás  | 6,18 m    | 16.       | kiesett  | kiesett  |

| Versenyző     | Versenyszám | 60 m gát | 60 m gát | Magasugrás | Magasugrás | Súlylökés | Súlylökés | Távolugrás | Távolugrás | 800 m   | 800 m | Végeredmény | Végeredmény |
| Versenyző     | Versenyszám | Idő      | Pont     | Eredmény   | Pont       | Eredmény  | Pont      | Eredmény   | Pont       | Idő     | Pont  | Pont        | Helyezés    |
| ------------- | ----------- | -------- | -------- | ---------- | ---------- | --------- | --------- | ---------- | ---------- | ------- | ----- | ----------- | ----------- |
| Krizsán Xénia | Ötpróba     | 8,27     | 1068     | 1,77 m     | 941        | 14,48 m   | 826       | 6,10 m     | 880        | 2:12,49 | 929   | 4644        |             |
| Nemes Rita    | Ötpróba     | 8,47     | 1024     | 1,77 m     | 941        | 13,72 m   | 775       | 5,97 m     | 840        | 2:14,04 | 906   | 4486        | 6.          |